# Achita (crater)
Achita este un crater mare pe Ceres.
Craterul poartă numele lui Achita, un zeu nigerian al agriculturii. Craterul a fost fotografiat ca parte a misiunii Dawn a NASA.  Sonda a arătat că Achita are creste de eroziune pe fund și este al patrulea cel mai vechi crater de pe Ceres, format în urmă cu 570 de milioane de ani.